# Indianapolis 500 1941

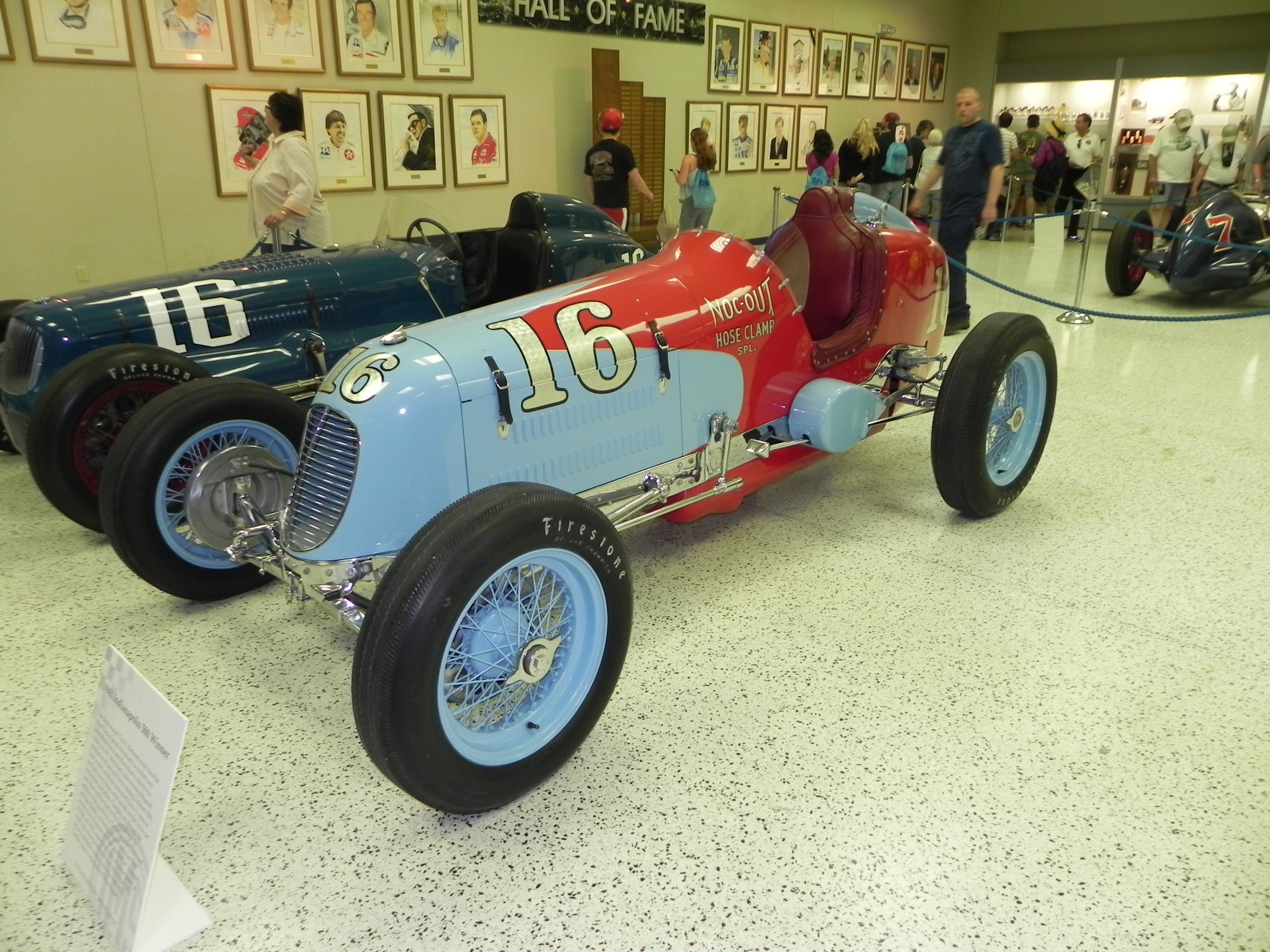
Wetteroth-Offenhauser; Siegerwagen von Floyd Davis und Mauri Rose

Das 29. Indianapolis 500 (offiziell 29th 500 Mile International Sweepstakes) auf dem Indianapolis Motor Speedway fand am 30. Mai 1941 statt.

## Das Rennen
Das Rennen ging über eine Distanz von 200 Runden à 4,023 km, was einer Gesamtdistanz von 804,672 km entspricht. Aus der Pole-Position startete Mauri Rose mit einer Vierrunden-Durchschnittszeit von 4:39.74 Min. oder 128,691 mph (207,108 km/h). Das Rennen war der erste Lauf zur AAA-Saison 1941.

## Ergebnisse

### Startaufstellung
| Reihe | Innen         | Mitte             | Außen          |
| ----- | ------------- | ----------------- | -------------- |
| 1     | Mauri Rose    | Rex Mays          | Wilbur Shaw    |
| 2     | Harry McQuinn | Doc Williams      | Frank Wearne   |
| 3     | Cliff Bergere | Billy Devore      | Chet Miller    |
| 4     | Ralph Hepburn | Russ Snowberger   | Everett Saylor |
| 5     | George Connor | Al Miller         | Emil Andres    |
| 6     | George Robson | Floyd Davis       | Paul Russo     |
| 7     | Kelly Petillo | Tommy Hinnershitz | Mel Hansen     |
| 8     | Frank Brisko  | Joel Thorne       | Louis Tomei    |
| 9     | Tony Willman  | Overton Phillips  | Joie Chitwood  |
| 10    | Ted Horn      | Deacon Litz       | Duke Nalon     |
| 11    | Al Putnam     | George Barringer  | Sam Hanks      |

### Schlussklassement
| Pos. | Nr. | Name                                           | Chassis      | Motor       | Zeit/Rückstand              | Start |
| ---- | --- | ---------------------------------------------- | ------------ | ----------- | --------------------------- | ----- |
| 1    | 16  | Floyd Davis Rd. 1 – 72 Mauri Rose Rd. 73 – 200 | Wetteroth    | Offenhauser | 4:20:36.24 Std. 115,117 mph | 17    |
| 2    | 1   | Rex Mays                                       | Stevens      | Winfield    | 200 Rd.                     | 2     |
| 3    | 4   | Ted Horn                                       | Adams        | Sparks      | 200                         | 28    |
| 4    | 54  | Ralph Hepburn                                  | Miller       | Novi        | 200                         | 10    |
| 5    | 34  | Cliff Bergere                                  | Wetteroth    | Offenhauser | 200                         | 7     |
| 6    | 41  | Chet Miller                                    | Miller       | Miller      | 200                         | 9     |
| 7    | 15  | Harry McQuinn                                  | A-R Weil     | Alfa Romeo  | 200                         | 4     |
| 8    | 7   | Frank Wearne                                   | Shaw         | Offenhauser | 200                         | 6     |
| 9    | 45  | Paul Russo                                     | Marchese     | Miller      | 200                         | 18    |
| 10   | 27  | Tommy Hinnershitz                              | Adams        | Offenhauser | 200                         | 20    |
| 11   | 53  | Louis Tomei                                    | Miller       | Offenhauser | 200                         | 24    |
| 12   | 55  | Al Putnam                                      | Wetteroth    | Offenhauser | 200                         | 31    |
| 13   | 26  | Overton Phillips (R)                           | Bugatti      | Miller      | 187                         | 26    |
| 14   | 25  | Joie Chitwood                                  | Lencki       | Lencki      | 177                         | 27    |
| 15   | 17  | Duke Nalon                                     | Maserati     | Maserati    | 173                         | 30    |
| 16   | 14  | George Connor                                  | Stevens      | Offenhauser | 167 (Kraftübertragung)      | 13    |
| 17   | 47  | Everett Saylor (R)                             | Weil         | Offenhauser | 155 (Unfall)                | 12    |
| 18   | 2   | Wilbur Shaw (W)                                | Maserati     | Maserati    | 151 (Unfall)                | 3     |
| 19   | 23  | Billy Devore                                   | Stevens      | Offenhauser | 121 (Lenkung)               | 8     |
| 20   | 62  | Tony Willman                                   | Stevens      | Offenhauser | 117 (Lenkung)               | 25    |
| 21   | 42  | Russ Snowberger                                | Snowberger   | Offenhauser | 107 (Wasserpumpe)           | 11    |
| 22   | 32  | Deacon Litz                                    | Stevens      | Sampson     | 89 (Ölverlust)              | 29    |
| 23   | 8   | Frank Brisko                                   | Stevens      | Brisko      | 70 (Ventile)                | 22    |
| 24   | 36  | Doc Williams                                   | Cooper       | Offenhauser | 68 (Kühler)                 | 5     |
| 25   | 10  | George Robson                                  | Weil         | Duray       | 66 (Ölverlust)              | 16    |
| 26   | 3   | Mauri Rose                                     | Maserati     | Maserati    | 60 (Zündkerze)              | 1     |
| 27   | 22  | Kelly Petillo (W)                              | Wetteroth    | Offenhauser | 48 (Lenkung)                | 19    |
| 28   | 12  | Al Miller                                      | Miller       | Miller      | 22 (Kraftübertragung)       | 14    |
| 29   | 9   | Mel Hansen                                     | Miller       | Offenhauser | 11 (Lenkung)                | 21    |
| 30   | 19  | Emil Andres                                    | Lencki       | Lencki      | 5 (Unfall)                  | 15    |
| 31   | 5   | Joel Thorne                                    | Adams        | Sparks      | 5 (Unfall)                  | 23    |
| DNS  | 35  | George Barringer                               | Miller       | Miller      | 0 (Boxenfeuer)              | —     |
| DNS  | 28  | Sam Hanks                                      | Kurtis Kraft | Offenhauser | 0 (Unfall im Training)      | —     |

(W)=früherer Gewinner / (R)=Rookie / alle Starter auf Firestone-Reifen

### Führungsrunden
| Fahrer                             | Anzahl |
| ---------------------------------- | ------ |
| Wibur Shaw                         | 107    |
| Floyd Davis Mauri Rose (Wetteroth) | 39     |
| Rex Mays                           | 38     |
| Cliff Bergere                      | 10     |
| Rex Mays                           | 3      |
| Mauri Rose (Maserati)              | 6      |